# البیاضیه
البیاضیة یک منطقهٔ مسکونی در سوریه است که در استان حما واقع شده‌است.

## خصوصیات
البیاضیة ۲٬۷۰۱ نفر جمعیت دارد.